# Euchloe daphalis
Euchloe daphalis is een vlindersoort uit de familie van de Pieridae (witjes), onderfamilie Pierinae.
Euchloe daphalis werd in 1865 beschreven door Moore.